# Makoïssa
Makoïssa (auch: Makouassa, Makwassa) ist ein Weiler im Arrondissement Zinder III der Stadt Zinder in Niger.

## Geographie
Der Weiler befindet sich nordwestlich des Stadtzentrums im ländlichen Gemeindegebiet von Zinder, der Hauptstadt der gleichnamigen Region Zinder. Die Nachbarorte von Makoïssa sind das Dorf Sarkin Gabari im Nordwesten, der Weiler Makoïssa Kaouboul im Südosten und der Weiler Itchan Goro im Südwesten.
Wie im gesamten Gemeindegebiet von Zinder herrscht das Klima der Sahelzone vor, mit einer durchschnittlichen jährlichen Niederschlagsmenge zwischen 300 und 400 mm.

## Bevölkerung
Bei der Volkszählung 2012 hatte Makoïssa 221 Einwohner, die in 44 Haushalten lebten. Bei der Volkszählung 2001 betrug die Einwohnerzahl 33 in 6 Haushalten.

## Wirtschaft und Infrastruktur
Es gibt eine Schule in der Siedlung.